# Cabalia longicollis
Cabalia longicollis is een keversoort uit de familie van oliekevers (Meloidae). De wetenschappelijke naam van de soort is voor het eerst geldig gepubliceerd in 1948 door Kaszab.